# Daptrius chimango
El chimango o tiuque (Daptrius chimango), también conocido como caracara chimango, es una especie de ave falconiforme de la familia Falconidae  natural del cono sur de América del Sur. Se encuentra en Chile continental e insular, Argentina y Uruguay, llegando hasta Bolivia, Paraguay y extremo sur de Brasil. Durante los desplazamientos invernales se lo ha visto en las islas Malvinas. Es un animal sedentario y con un gran poder de adaptación.

## Características
Mide 40 cm de largo y presenta leve dimorfismo sexual en adultos: la hembra posee patas de color gris (al igual que los juveniles), mientras que las del macho son amarillentas. Posee un plumaje parduzco y moteado con manchas claras. Garganta, pecho, abdomen, vientre y zona cloacal más claras. Cabeza parda, pico gris claro pequeño y ojos café oscuro. Rabadilla blanca y cera rosácea. En vuelo se le puede observar sus características franjas claras en las primarias y base de la cola blanquecina.
Se diferencia de su pariente el chimachima (Daptrius chimachima) en que su plumaje es principalmente pardo con franjas más claras. La parte inferior de las alas demuestran ciertas tonalidades de castaño, con marcas oscuras.
Ave gregaria, social y territorial, dándole esto último su conducta agresiva ante invasores o posibles amenazas.

## Hábitat
Se lo encuentra en todo tipo de terreno donde la vegetación no es muy alta, desde la costa hasta las llanuras. También se le ve en los bosques despejados de vegetación secundaria. Se encuentra presente desde el nivel del mar hasta los 1500 m s. n. m. Se avistan habitualmente en zonas residenciales e industriales de Chile.

## Reproducción
Anidan solitarios y en colonias. Crían desde septiembre hasta diciembre, siendo octubre el mes de mayor producción. Demuestran una preferencia por construir el nido sobre alguna vegetación, donde tenga cierta protección del sol y la lluvia. La altura de la vegetación, tipo y localidad no parece ser importante. La nidada consiste de dos a tres huevos, aunque pueden llegar a cinco (estos con manchas rojas). La incubación toma de veintiséis a treinta y dos días y a las cinco semanas los pichones se van del nido. Ambos padres comparten todas las tareas de reproducción: construcción del nido, defensa e incubación de la puesta y alimentación de los polluelos.

## Alimentación
Es cazador y sus presas suelen ser pequeñas, desde insectos, babosas, gusanos y larvas hasta crías de aves, roedores, peces pequeños, camarones y anfibios. También presenta una alimentación carroñera muy buena.

## Sistemática

### Taxonomía
Al igual que con otros falconiformes, no existe un consenso claro en cuanto a que tan estrecha es la relación que tienen entre sí. Originalmente se describió como parte del género Polyborus (actual Caracara). Durante mucho tiempo se agrupó en el género Milvago junto al que se presumía como su pariente más cercano, el chimachima (actualmente, Daptrius chimachima). Estudios posteriores determinaron que el género Milvago no sería monofilético como se pensaba. En efecto, esta especie estaría más relacionada con los cuatro miembros del antiguo género Phalcoboenus, estando dicho grupo estrechamente vinculado, junto al chimachima, a un clado que contendría al caracara negro (Daptrius ater), ante lo cual, y por la poca divergencia genética existente, las siete especies en cuestión se habrían trasladado al género Daptrius.
Aun así, otras autoridades taxonómicas dan tratamiento diverso a la especie, así algunas agrupan a la especie en el género Chimango, mientras que otras la reconocen como parte del género Phalcoboenus.

### Subespecies
Actualmente se reconocen dos subespecies de D. chimango, con la siguiente distribución:
- D. c. chimango (Vieillot, 1816) - Norte y centro de Chile y de Argentina, pasando por Paraguay hasta Uruguay, alcanzando regiones adyacentes de Brasil (al sureste de São Paulo).
- D. c. temucoensis (Sclater, WL, 1918) - Sur de Chile y de Argentina (desde las cercanías de Concepción y desde el río Chubut, respectivamente), extendiéndose hacia el sur hasta Tierra del Fuego y el cabo de Hornos. En invierno llega hasta el centro de Paraguay y regiones adyacentes de Brasil.

## Galería

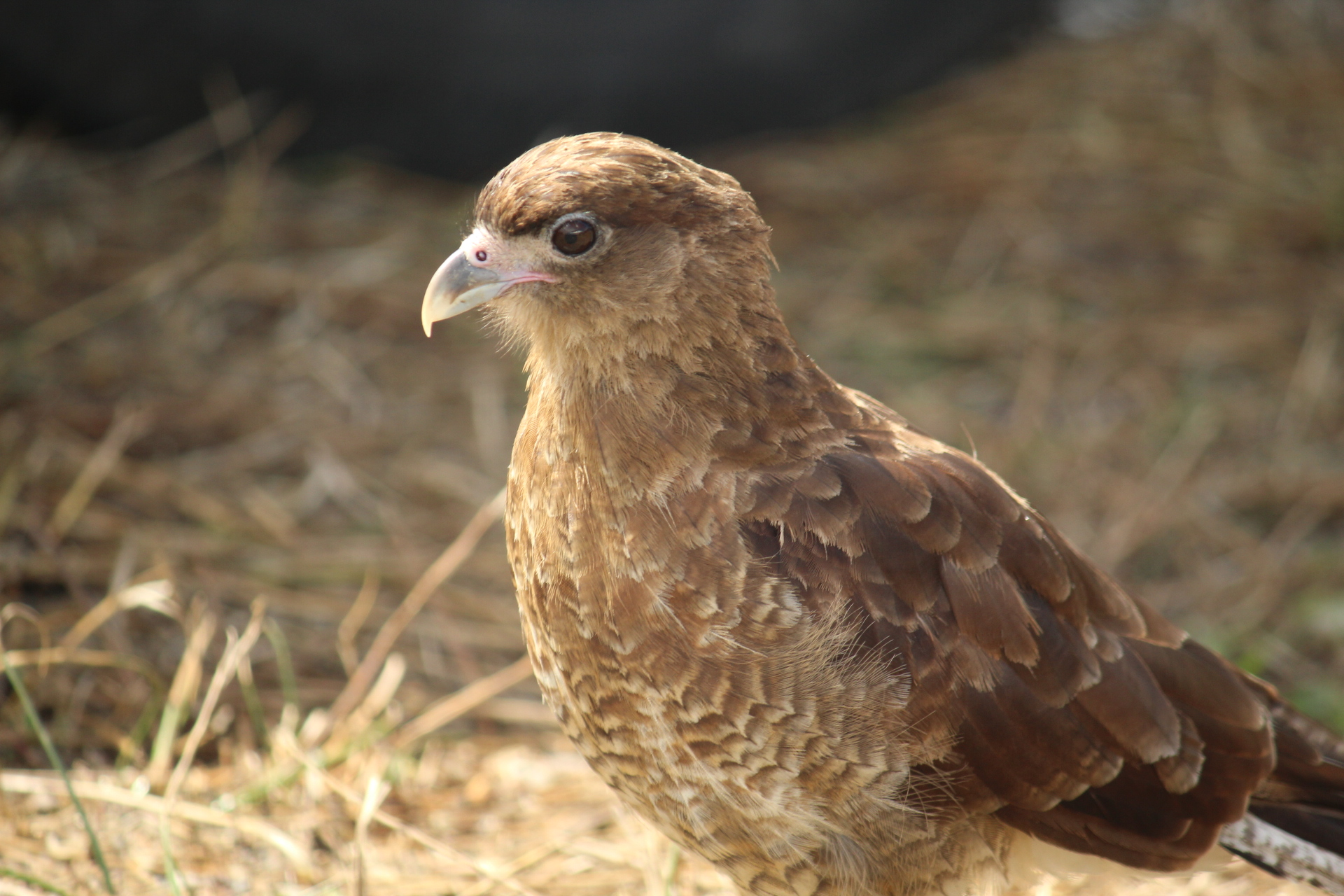
ssp. temucoensis en la isla Aucar
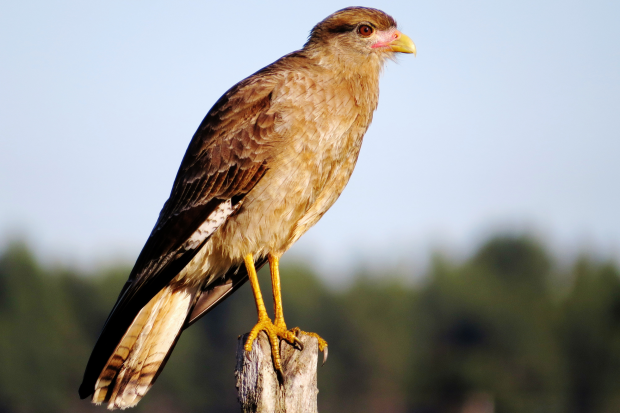
ssp. chimango en Uruguay
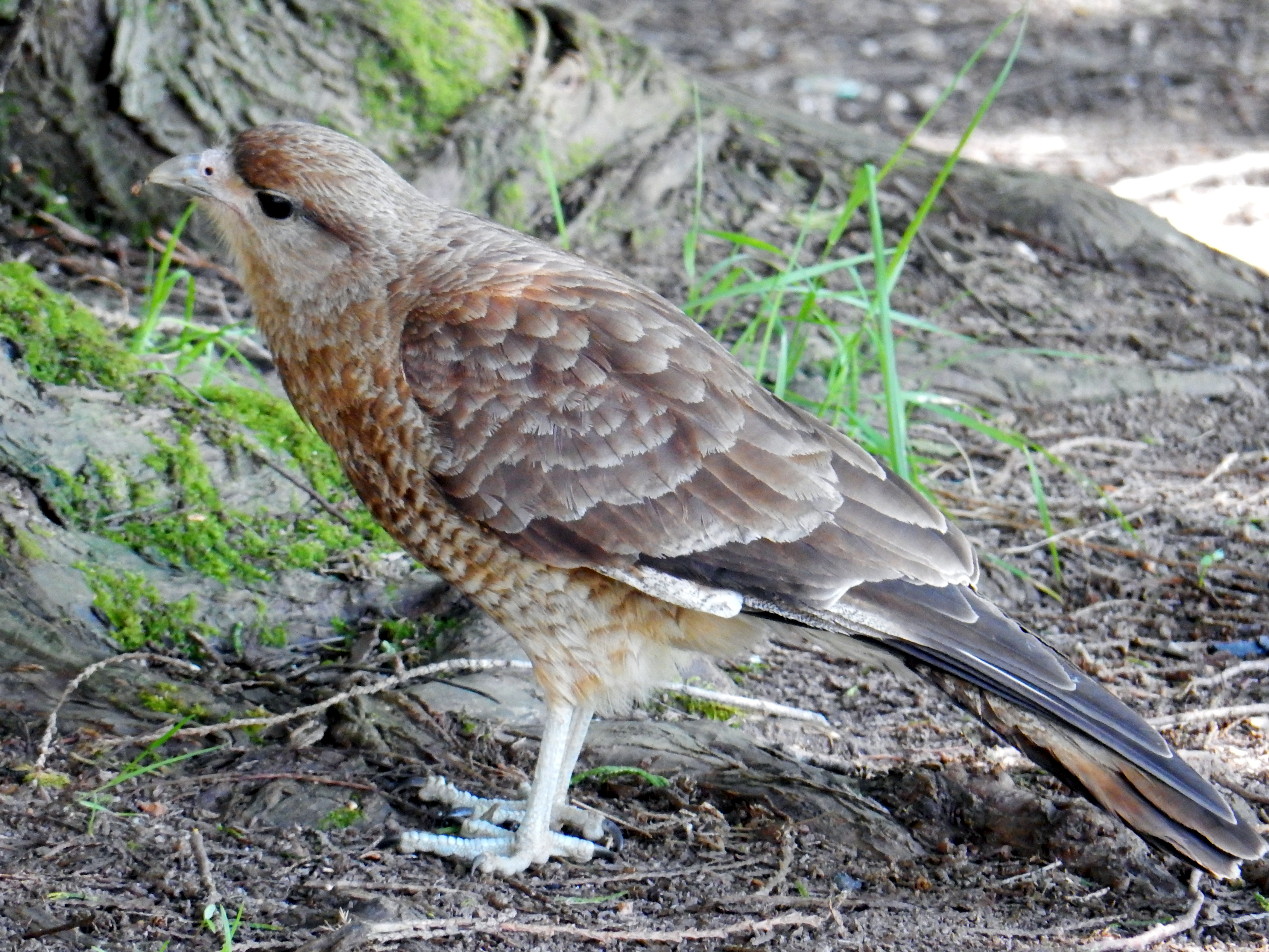
ssp. temucoensis en Valdivia, Chile.
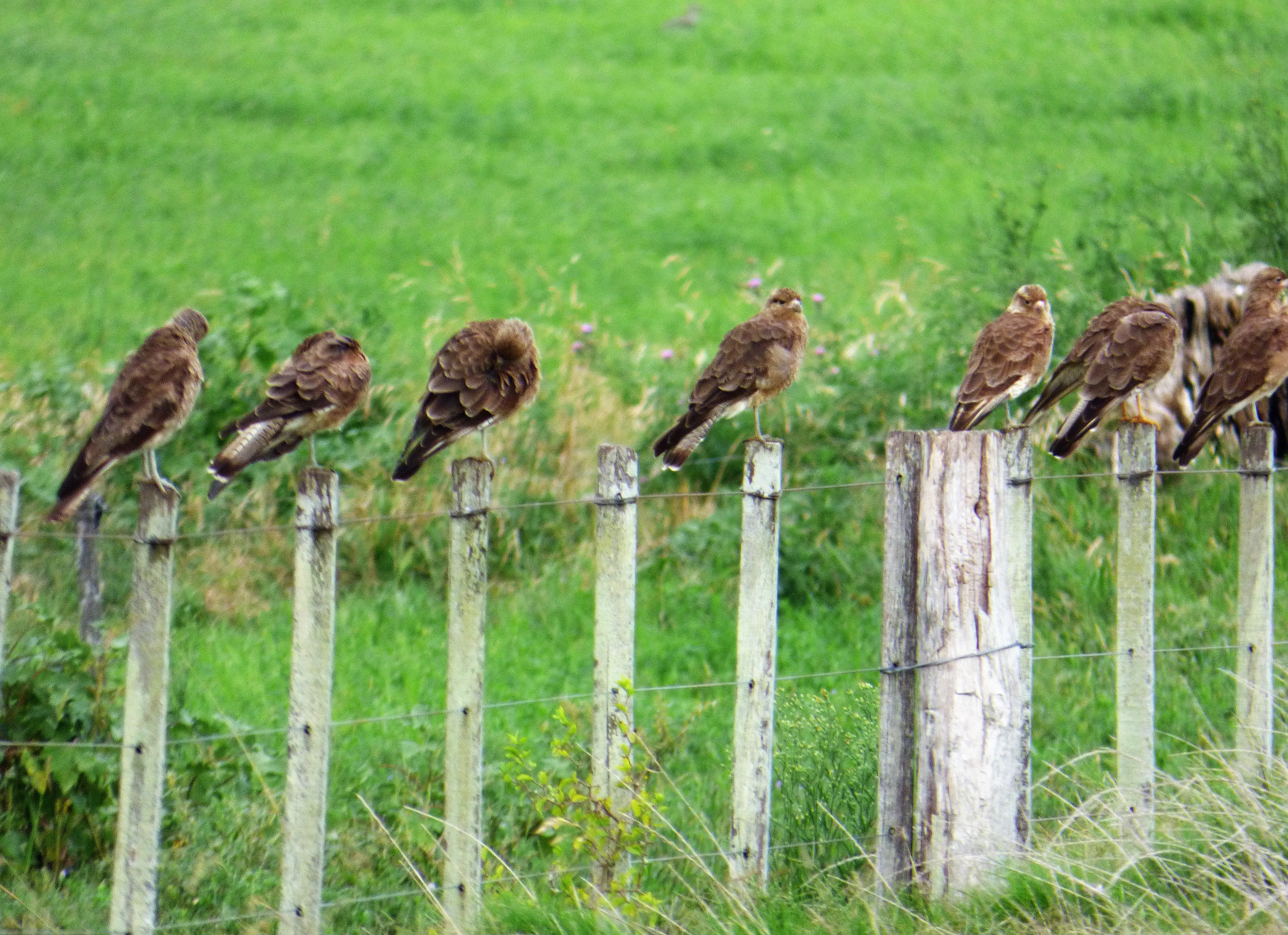
Grupo de milvago chimango registrado en Uruguay